# جی وینسنت
جی وینسنت (انگلیسی: Jay Vincent؛ زادهٔ ۱۰ ژوئن ۱۹۵۹) یک بازیکن بسکتبال اهل ایالات متحده آمریکا است. از باشگاه‌هایی که در آن بازی کرده‌است می‌توان به دالاس ماوریکس لس‌آنجلس لیکرز، سن آنتونیو اسپرز، واشینگتن ویزاردز، المپیا میلان، و دنور ناگتس اشاره کرد.